# Масляный переулок
Ма́сляный переулок — переулок в Московском районе Санкт-Петербурга. Проходит между Заозёрной и Рыбинской улицами, начинается от Набережной Обводного канала.

## История
Впервые упоминается в 1910-х годах как улица Новая. В 1939 году приобрёл своё нынешнее название.
Переулок начинается от Обводного канала и упирается в забор комбината «Масложир». С 1914 года переулок входил в состав Новой улицы (ныне улица Булавского), но после того как в 1929 году часть улицы вошла в территорию маслозавода «Красная Звезда», позже ставшего комбинатом «Масложир», образовался самостоятельный проезд, в 1939 году получивший имя Масляный переулок.

## Здания и сооружения

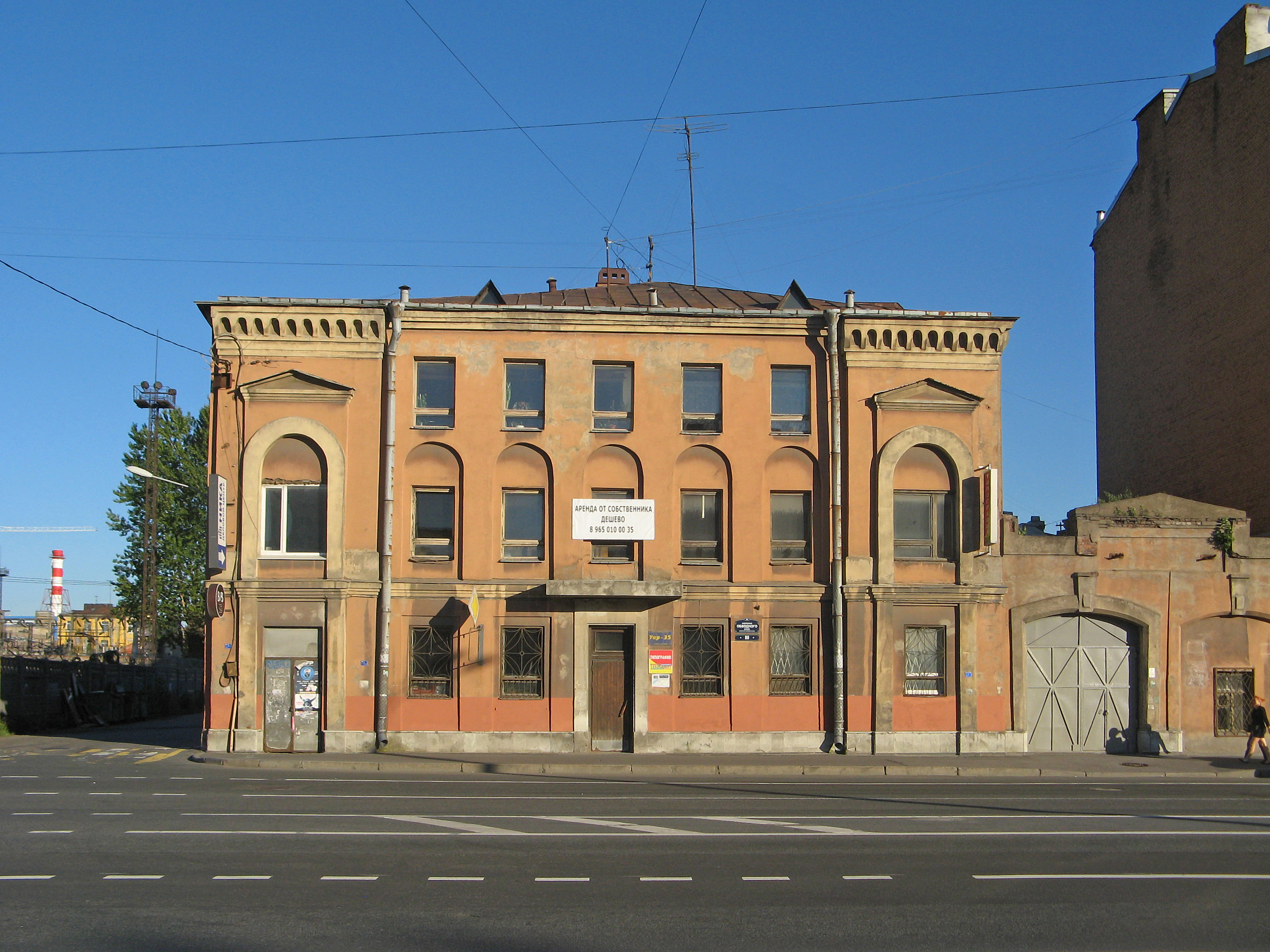
Дом № 80 на набережной Обводного канала, слева начинается Масляный переулок

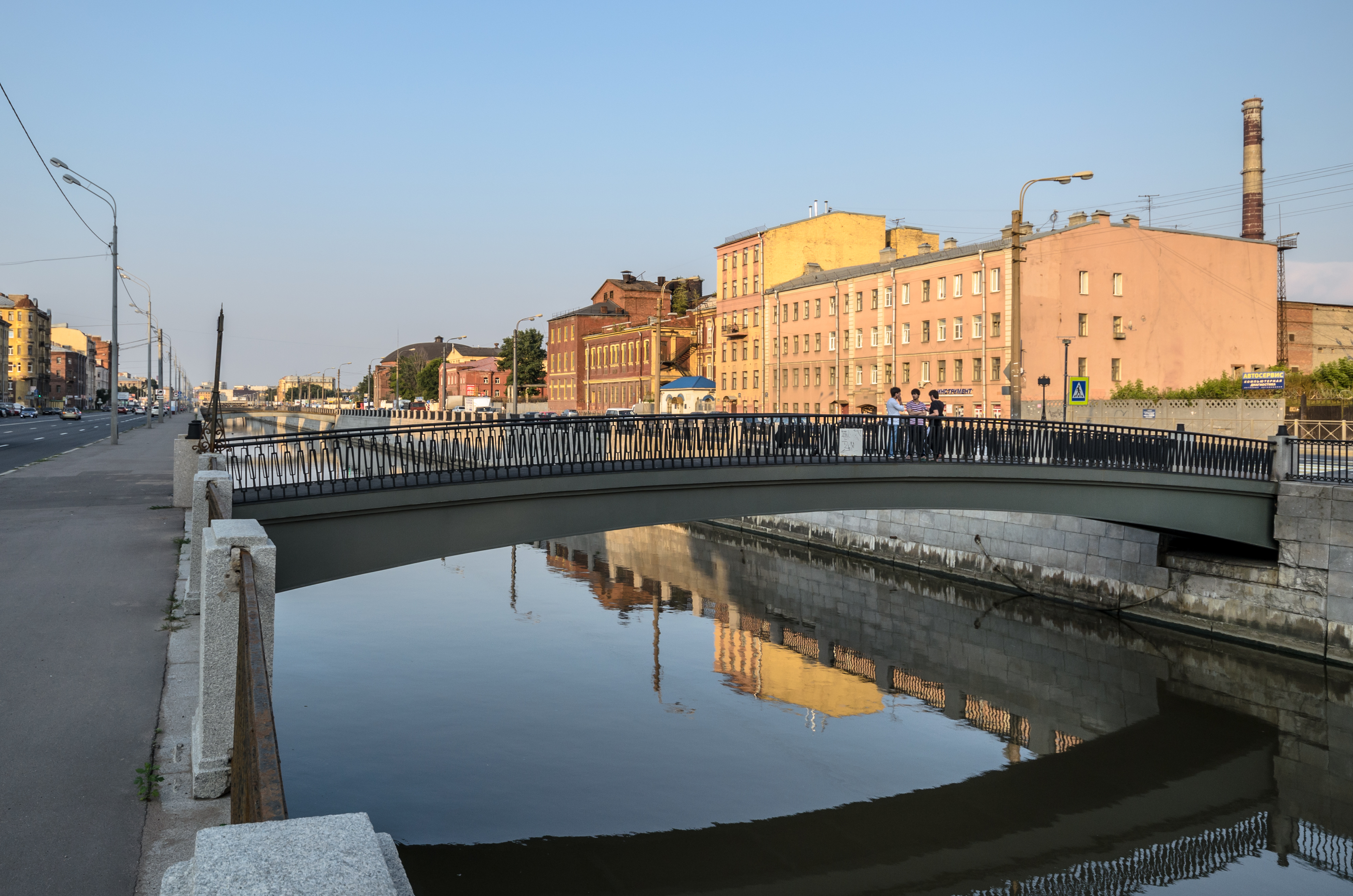
Масляный мост

- Дом № 5 — ООО «Сценические решения»
- Дом № 7 — универсам «Полушка»; холдинг «Продовольственная Биржа»
- Дом № 6 — кабельная сеть «Ленэнерго» (Центральный район)
- Дом № 8 — ОАО «Масложировой комбинат Санкт-Петербурга»

## Достопримечательности
- Особняк в начале Масляного переулка (адрес — набережная Обводного канала, дом № 80), построенный в 1868-1869 годах по проекту арх. Х. Х. Тацки.
- Масляный мост

## Транспорт
- Метро: «Фрунзенская» (600 м)
- Автобус № 65
- Ж/д платформа «Боровая» (800 м)
- Балтийский вокзал (1600 м)